# Pedro Teixeira (folclorista)
Pedro Texeira de Vasconcelos (Chã Preta, 12 de outubro de 1915 – Maceió, 12 de junho de de 2000) era um folclorista brasileiro.

## Biografia
Pedro Texeira de Vasconcelos nasceu na Casa Grande do Engenho Bom Sucesso. Primogênito do casal Aureliano Teixeira de Vasconcelos e Maria Alzina Rebelo de Vasconcelos, residentes na Fazenda Medina.
Suas primeiras letras aprendeu com as professoras Santa Souza e depois Odete Bonfim no Bom Sucesso. Fez o primário em sua cidade natal e em Viçosa (1925/1929), e o curso básico no Seminário Metropolitano de Maceió (1929/1933).
Trabalhou no cartório do 1º Oficio de Viçosa (1933/1935). Em janeiro de 1935 foi nomeado pelo prefeito de Viçosa, professor da Escola Pública da Cigana na Chã-Preta, permaneceu até 1943, quando seguiu para Capela, e depois para Palmeira dos Índios, como professor. 
Regressou a Viçosa em 1948, como professor de francês da Escola Normal Joaquim Diegues. Foi ainda fundador, professor e diretor de disciplina do Colégio da Assembléia e da Escola Técnica do Comércio de Viçosa. Em 1953 foi aprovado como professor catedrático em francês.
Sua vocação sempre foi o magistério, ensinou línguas e folclore em vários colégios, e ajudou a fundar diversos estabelecimentos de ensino.
Em 1960 assumiu o cargo de chefe do Serviço de Orientação Educacional da Secretaria Estadual de Educação e Cultura. Foi membro do Conselho Estadual de Cultura, da Sociedade de Cultura Artística e do Instituto Histórico e Geográfico de Alagoas, além de presidente da Comissão Alagoana de Folclore.
Organizou, com parceiros e colaboradores, vários grupos folclóricos e folguedos populares, como reisado, guerreiro, baiana, taieira, pastoril, quilombo, pagode, samba trupé, coco, maracatu, nega da costa e outros. Era reconhecido pelos inúmeros convites para apresentações, palestras e seminários pelo Brasil e exterior.
Em 1977 fundou a Escola Amélia Vasconcelos de Chã Preta e criou a Coordenação dos Folguedos de Chã Preta, mais tarde batizada de Núcleo Folclórico Beatriz Vasconcelos. Formou gerações e gerações de amantes e participantes do folclore. 
Aposentou-se do estado em 1979, dedicando-se mais exclusivamente ao seu projeto de perpetuar, manter e expandir a cultura popular, seguindo a linha de Théo Brandão, José Aloísio Vilela, José Maria de Melo e outros antropólogos e folcloristas alagoanos.
Publicou vários livros, como Folclore: música, dança e torneio (1978), Advinhas, Pastoril, Adivinhações e superstições (com Luis Sávio de Almeida), Lúdica folclórica, Artesanato de Alagoas (ambos com José Maria Tenório Rocha), Andanças pelo folclore (1998) e Gorjeios do sabiá. Peças teatrais escreveu Juliana, a escrava, Chamada da Pátria, “Doutora em apuros, Os magos de Belém. Também publicou artigos em revistas e jornais.
Escreveu hinos de vários municípios e escolas, como os de Chã Preta e Quebrangulo. É nome de escolas em Chã-Preta e Maceió, e também tem seu busto erguido nestes dois municípios.
Religioso, tornou-se organizador da comunidade católica de Chã-Preta, participou da construção da igreja matriz em 1971, coordenando a campanha comunitária. Tornou-se ativista religioso, catequista, ministro da eucaristia e diácono (1988).
Doou terrenos em Chã-Preta para casas, escola, delegacia e Emater.
Casou com Edite Rodas de Vasconcelos, teve uma filha, três netos e três bisnetos.
Faleceu na Santa Casa de Misericórdia de Maceió no dia 12 de junho de 2000. Foi sepultado no Cemitério Publico de Chã-Preta.